# Thenay (Loir-et-Cher)
Thenay foi uma comuna francesa na região administrativa do Centro, no departamento de Loir-et-Cher. Estendia-se por uma área de 20,03 km². Em 2010 a comuna tinha 846 habitantes (densidade: 42,2 hab./km²).
Em 1 de janeiro de 2019, passou a formar parte da comuna de Le Controis-en-Sologne.